# دهه ۱۷۴۰ (میلادی)

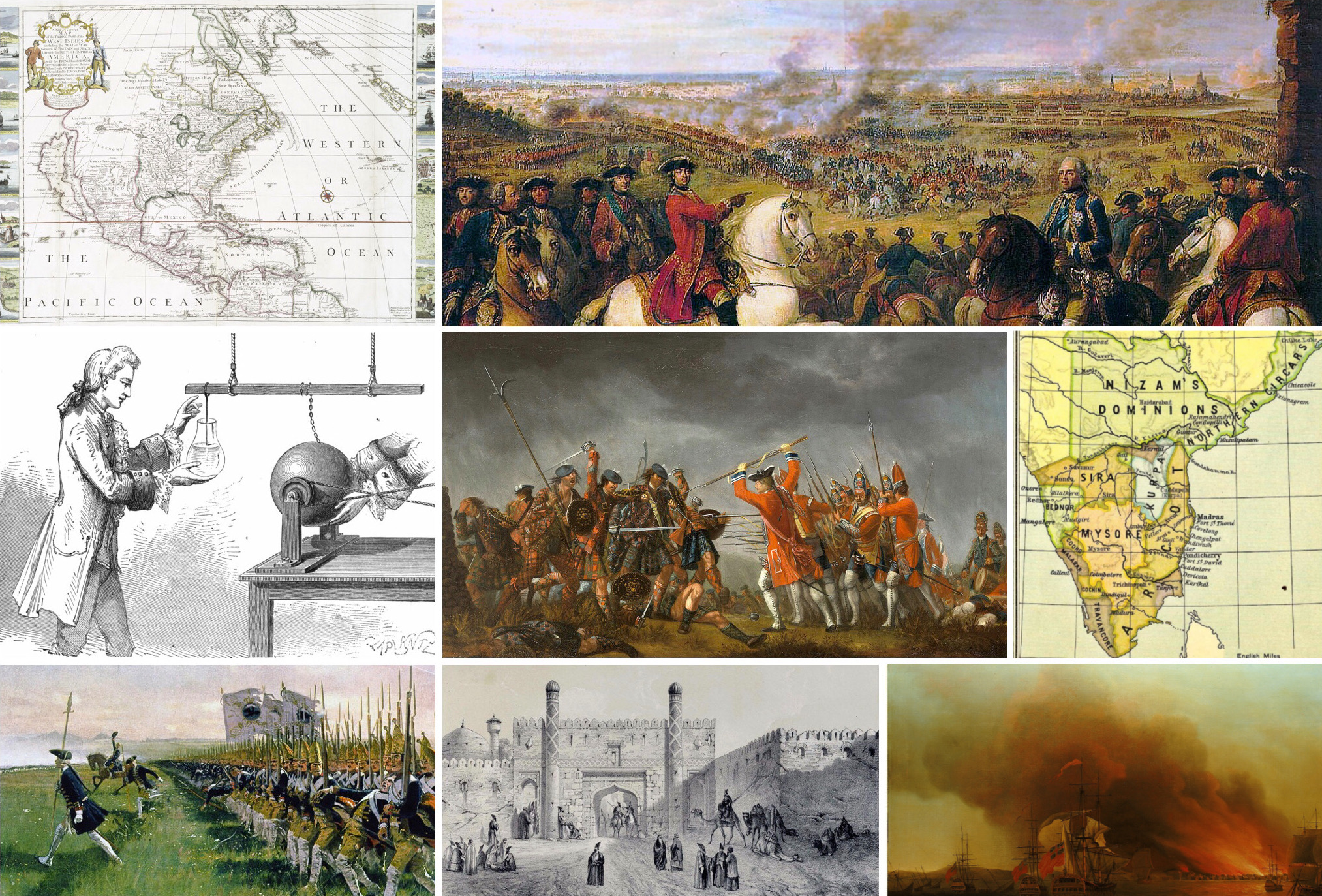
تکه‌نمایی از رویدادهای مهم و تاثیرگذار دهه ۱۷۴۰ (میلادی)

دهه ۱۷۴۰ (میلادی) صد و هفتاد و چهارمین دهه تقویم میلادی است.

## درگذشتگان
‎